# روری گیبز
روری گیبز (انگلیسی: Rory Gibbs؛ زادهٔ ۳ آوریل ۱۹۹۴) قایقران روئینگ اهل بریتانیا است.
وی در مسابقات کشوری و بین‌المللی در مجموع برندهٔ ۷ مدال طلا، ۱ مدال برنز شده است.